# Muriel Bradbrook
Muriel Bradbrook (ur. 27 kwietnia 1909 w Birkenhead, Cheshire, zm. 11 czerwca 1993 w Cambridge) – brytyjska badaczka twórczości Williama Szekspira, literaturoznawca, teoretyk i krytyk literacki, pierwsza kobieta, która otrzymała tytuł profesora języka angielskiego w University of Cambridge, Mistress Girton College.

## Życiorys
Muriel Bradbrook urodziła się w roku 1909 w Birkenhead (North West England), jako najstarsza córka Samuela Bradbrooka (zm. 1928) i Annie Wilson. Dzieciństwo spędziła w Szkocji i Liverpoolu, gdzie ojciec podejmował pracę. Studiowała język angielski w pierwszej brytyjskiej uczelni dla kobiet – Girton College, Cambridge. Uzyskała stopień double first w roku 1930. W latach 1932–1935 pracowała w Girton College jako Ottlie Hancock research fellow, a w roku 1935 otrzymała stanowisko Official Fellow. Okres II wojny światowej spędziła pracując w Board of Trade, Industries and Manufactures (1941–1945). Po wojnie powróciła do University of Cambridge, gdzie pracowała jako:
- lecturer (1945–1962),
- reader (1962–1965),
- professor (1965–1976).

Była pierwszą kobietą zatrudnioną w Cambridge jako professor of English. 
W Girton College zajmowała stanowiska:
- Vice-Mistress of Girton (1962–1966),
- Mistress of Girton (1968–1976),
- Life Fellow (1976–1993).

Była również:
- honorowym profesorem Graduate School of Renaissance Studies, University of Warwick (1987–1990),
- rezydentem w Folger Library w Waszyngtonie i Huntington Library w Kalifornii (1958 i 1959),
- badawczym profesorem wizytującym w Kenyon College w Ohio (1977),

oraz honorowym członkiem Modern Language Association of America.
W roku 1992 otrzymała prestiżową Pragnell Award – międzynarodową nagrodę, przyznawaną od roku 1990 przez Shakespeare Birthday Celebration Committee za wybitny wkład w pogłębianie i popularyzację wiedzy o Williamie Szekspirze, rozszerzanie zrozumienia jego dzieł i umiejętności odczuwania przyjemności z ich lektury.
Zmarła w czerwcu 1993 roku w Cambridge.

## Tematyka badań i publikacje
Wśród literackich zainteresowań Muriel Clary Bradbrook (m.in. Thomas Malory, Henrik Ibsen, Malcolm Lowry) dominowało zainteresowanie twórczością Szekspira i Erą Elżbietańską, czyli okresem panowania Elżbiety Wielkiej, który jest nazywany „złotą erą” historii Anglii. Zainteresowanie Szekspirem było rozbudzone już w młodości. Spośród wielu opublikowanych prac są wyróżniane książki: The Rise of the Common Player (1962) i Shakespeare the Craftsman (1968); były wielokrotnie wznawiane i cytowane. 
Konsekwentnie realizując swoją pasję M.C. Bradbrook zyskała światowe uznanie jako specjalistka w tej dziedzinie. 
Poza wymienionymi opracowaniami opublikowała m.in. (wybór według books.google.pl):

- 1932, 1962 – Elizabethan Stage Conditions, A Study of their Place in the Interpretation of Shakespeare's Plays,
- 1936 – The School of Night: A Study in the Literary Relationships of Sir Walter Ralegh,
- 1941 1961, 1965. 1966 – Joseph Conrad, Józef Teodor Konrad Nałęcz Korzeniowski : Poland's English Genius,
- 1950 – T.S. Eliot: A Critical Study,
- 1952 – Shakespeare and the Use of Disguise in Elizabethan Drama,
- 1952 – Themes and Conventions of Elizabeth Tragedy,
- 1953 – The Queen's Garland: verses made by her subjects for Elizabeth I, Queen of England, now collected in honour of Her Majesty Queen Elizabeth II,
- 1955 – The Growth and Structure of Elizabethan Comedy,
- 1957 – Themes and Conventions of Elizabethan Tragedy,
- 1958 – Sir Thomas Malony,
- 1960 – The History of Elizabethan Drama,
- 1961 – Andrew Marvell,
- 1961 – The Growth and Structure of Elizabeth Comedy,
- 1962, 1964 – The Rise of the Common Player; a Study of Actor and Society in Shakespeare's England,
- 1963 – Geoffrey Chaucer,
- 1965 – British Writers and Their Work, No. 5 (T.S. Eliot, by M.C. Bradbrook),
- 1965 – English dramatic form,
- 1965 – Shakespeare and Elizabethan Poetry: A Study of His Earlier Work in Relation to the Poetry of the Time,
- 1965 – Shakespeare's primitive art,
- 1966 – Ibsen, the Norwegian : a revaluation,
- 1966 – the tragic pagent of 'timon of athens',
- 1967 – Sir Thomas Malory,
- 1968 – Elizabethan State Conditions: A Study of Their Place in the Interpretation of Shakespeare's Plays ; the Harness Prize Essay, 1931,
- 1968 – T.S. Eliot & His Contemporaries,
- 1969 – Ibsen the Norwegian: A Revaluation, New Edition,
- 1969 – Shakespeare, the craftsman,
- 1969 – 'That Infidel Place': A Short History of Girton College 1869–1969,
- 1972 – A New Jacobean Play from the Inns of Court,
- 1972 – Literature in action: studies in continental and Commonwealth society,
- 1972 – T.S. Eliot: the making of The waste land,
- 1974 – Malcolm Lowry: His Set and Early Life : a Study in Transformation,
- 1975 – Barbara Bodichon, George Eliot and the limits of feminism,
- 1976 – Correspondence, Program and Other Materials Relating to the Conference on the International Stage in the Bernhardt Era Sponsored by the Department of Drama at the University of Guelph, May 6-11, 1977,
- 1976 – The Living Monument: Shakespeare and the Theatre of His Time,
- 1977 – English Drama,
- 1977 – George Chapman,
- 1980 – John Webster: Citizen and Dramatist
- 1980 – Shakespeare: The Poet in His World,
- 1981 – A History of Elizabethan Drama – Tom 2,
- 1982 – The Artist and society in Shakespeare's England,
- 1982 – The Collected Papers of Muriel Bradbrook,
- 1983 – Aspects of dramatic form in the English and the Irish Renaissance,
- 1983 – Dramatic Forms in the Age of Shakespeare,
- 1984 – Muriel Bradbrook on Shakespeare,
- 1984 – On Shakespeare,
- 1986 – My Cambridge,
- 1989 – Shakespeare in His Context: The Constellated Globe.